# Duke (strip)
Duke is een stripreeks van de Belgische striptekenaar Hermann, het scenario is van zijn zoon Yves H. Het is een western reeks en realistisch getekend. In het Nederlands verschijnt de serie bij uitgeverij Lombard, zowel met zachte als harde kaft. Een zeer luxe uitgave van de delen verscheen bij uitgeverij Fantasia.

## Verhaal
In deze serie staan de avonturen van hoofdpersoon Morgan Finch, beter bekend als Duke, centraal. Hij is hulpsheriff in Ogden, een mijnwerkersstadje in Colorado. De koele Duke is een gekweld persoon, hij steekt complex in elkaar. Naar buiten oogt hij kil en zwijgzaam, van binnen zie je hem worstelen met tegenstrijdige belangen. Flashbacks geven een inkijk hoe hij zo geworden is en waardoor de moeizame relaties die hij heeft met zijn jongere broer Clem en zijn vriendin Peggy zijn ontstaan. In het derde deel verschijnt Swift ten tonele die in de navolgende delen Duke vergezelt. De afzonderlijke delen vormen een doorlopend verhaal.

## Hoofdpersonen
- Morgan Finch alias Duke, hulpsheriff
- Clem Finch, jongere broer van Morgan
- Peggy, prostituée en vriendin van Duke
- Mr Mullins, mijndirecteur
- Sharp, marshal van Ogden
- Mccaulky, wrede voorman van Mullins
- Jim, hulpsherif
- Swift, vertegenwoordiger van Soakes & Sears
- Steiner, boekhouder van Mullins die heimelijk tegenwerkt
- Manolito, duistere moordenaar
- Terry en Bud, ontvoerders van Peggy
- Theodore King, vroegere weeshuis directeur en beschermheer van Morgan en Manolito
- Ogden, goudzoeker en naamgever van het stadje Ogden
- de luitenant, commandant van een groep gekleurde soldaten
- sergeant Blaise, aanvoerder van de rebellerende soldaten

## Albums
| Nummer | Titel                 | Verschenen | Uitgeverij |
| ------ | --------------------- | ---------- | ---------- |
| 1      | Modder en bloed       | 2017       | Lombard    |
| 2      | Eens een killer ...   | 2018       | Lombard    |
| 3      | Ik ben een schaduw    | 2019       | Lombard    |
| 4      | Mijn laatste gebed    | 2020       | Lombard    |
| 5      | Je bent een pistolero | 2021       | Lombard    |
| 6      | Het spoor Voorbij     | 2022       | Lombard    |